# Saison 2014 de l'équipe cycliste Neri Sottoli

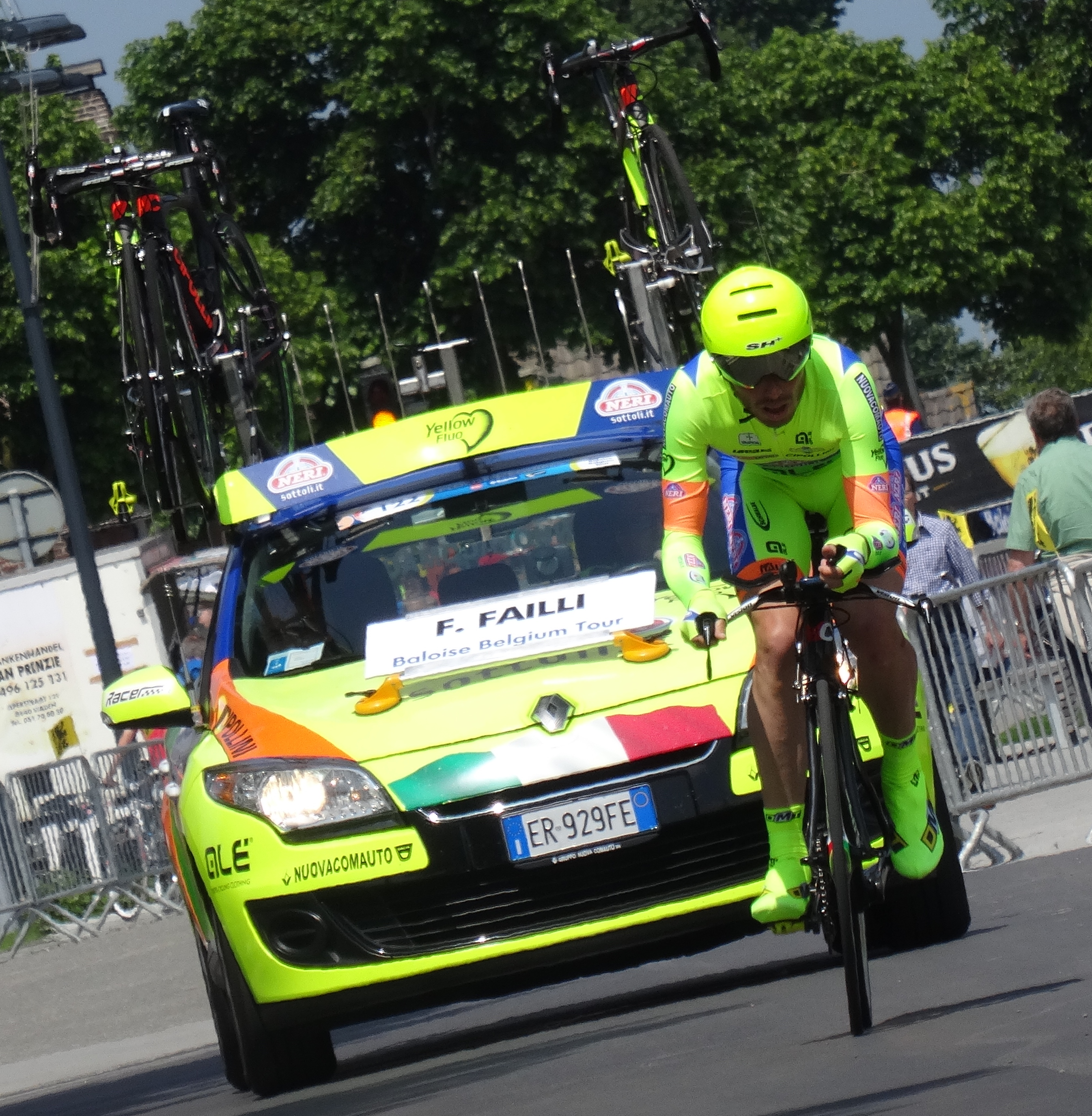
Francesco Failli lors du contre-la-montre de la 3e étape du Tour de Belgique 2014 à Dixmude.

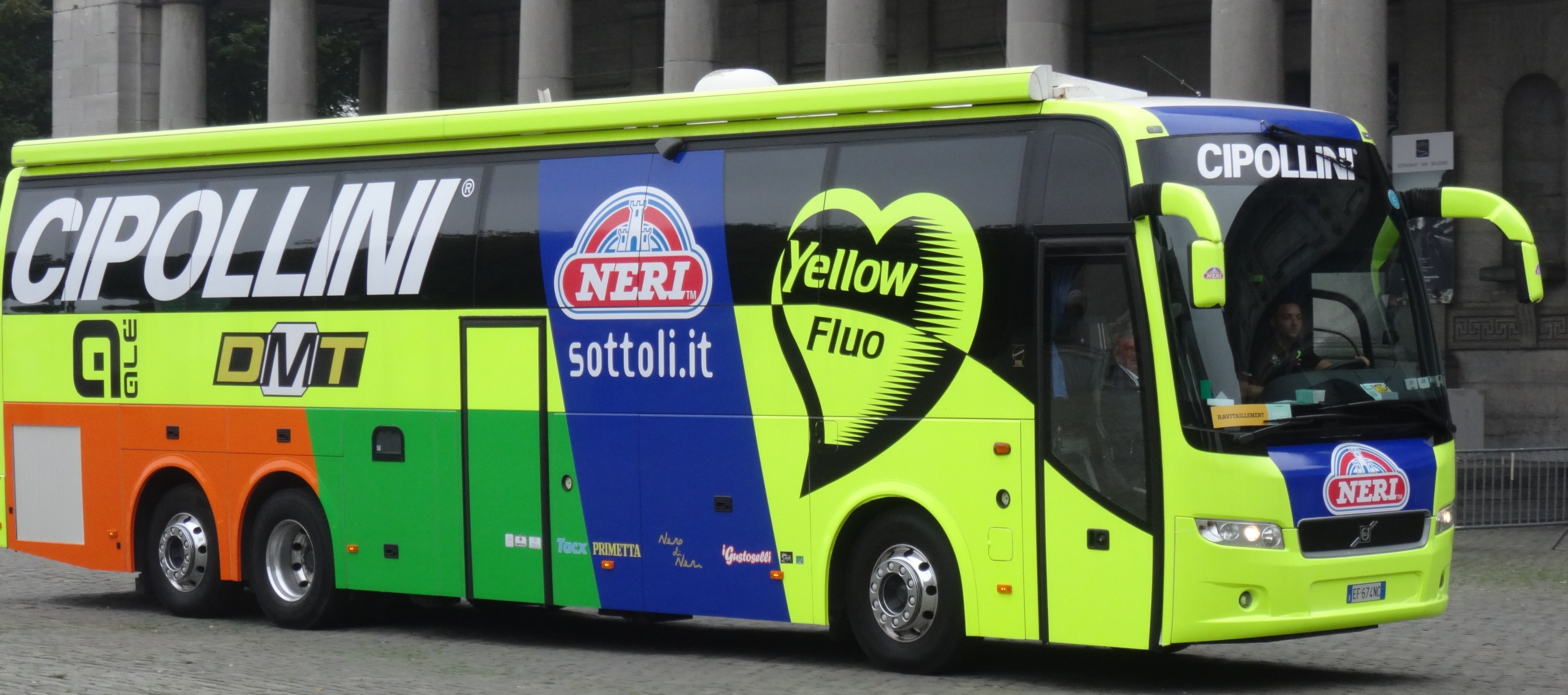
Le bus de l'équipe lors du départ de Brussels Cycling Classic 2014.

La saison 2014 de l'équipe cycliste Neri Sottoli est la sixième de cette équipe.

## Préparation de la saison 2014

### Arrivées et départs
| Arrivées          | Équipe 2013                       |
| ----------------- | --------------------------------- |
| Gianni Bellini    | Mastromarco Sensi Dover Benedetti |
| Giorgio Cecchinel | Delio Gallina Colosio Eurofeed    |
| Samuele Conti     | Carmiooro NGC-Pool Cantù 1999     |
| Andrea Dal Col    | Trevigiani Dynamon Bottoli        |
| Andrea Fedi       | Ceramica Flaminia-Fondriest       |
| Tomás Gil         | Androni Giocattoli-Venezuela      |
| Simone Ponzi      | Astana                            |
| Mirko Tedeschi    | Malmantile-Romano Gaini-Taccetti  |

| Départs            | Équipe 2014                               |
| ------------------ | ----------------------------------------- |
| Stefano Borchi     | Decock-Woningbouw Vandekerkhove           |
| Pierpaolo De Negri | Vini Fantini Nippo                        |
| Danilo Di Luca     | suspension                                |
| Stefano Garzelli   | Directeur sportif Yellow Fluo             |
| Oscar Gatto        | Cannondale                                |
| Leonardo Giordani  |                                           |
| Kevin Hulsmans     | Vastgoedservice-Golden Palace Continental |
| Luca Mazzanti      |                                           |
| Michele Merlo      |                                           |
| Cristiano Monguzzi |                                           |
| Alessandro Proni   |                                           |
| Junya Sano         | Nasu Blasen                               |
| Mauro Santambrogio | suspension                                |

## Coureurs et encadrement technique

### Effectif

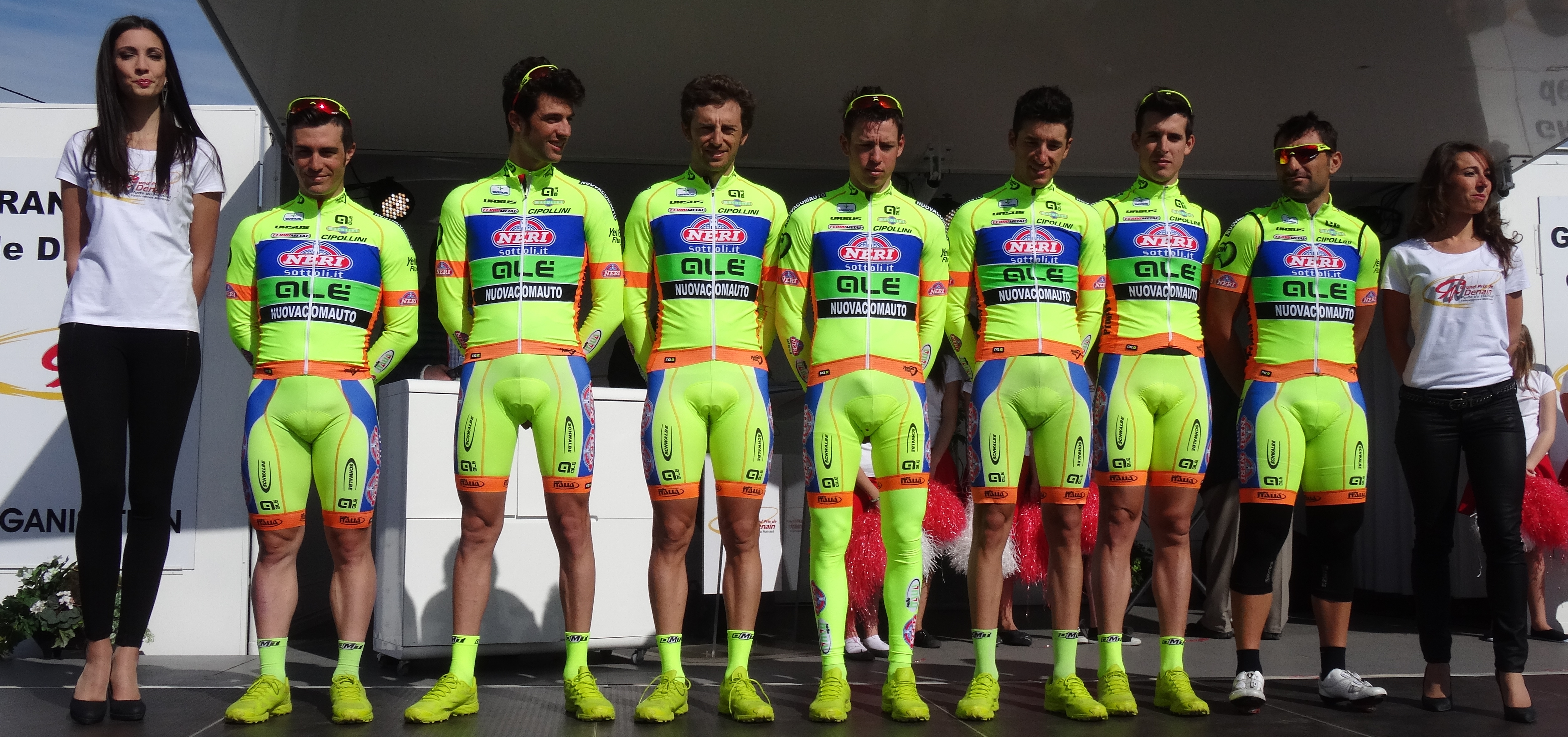
Mattia Pozzo, Mirko Tedeschi, Daniele Colli, Luigi Miletta, Samuele Conti, Giorgio Cecchinel et Francesco Chicchi lors du Grand Prix de Denain 2014.

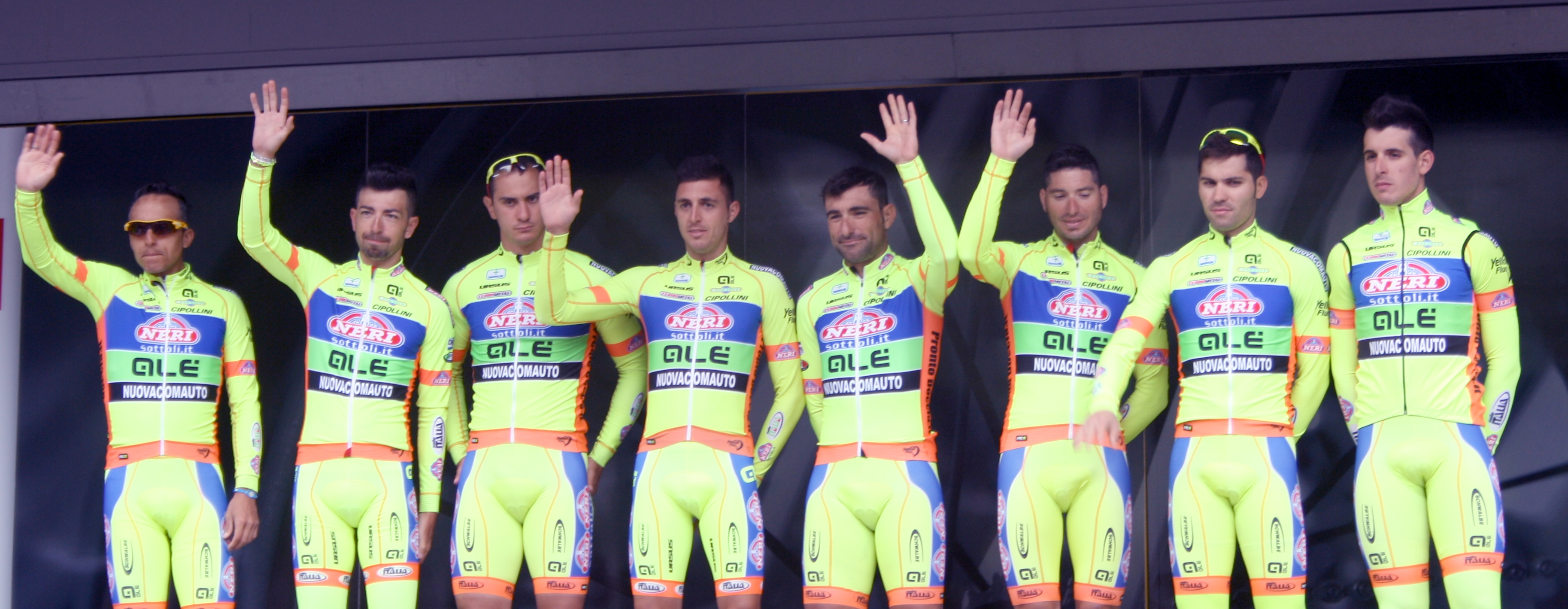
L'équipe lors de la World Ports Classic 2014.

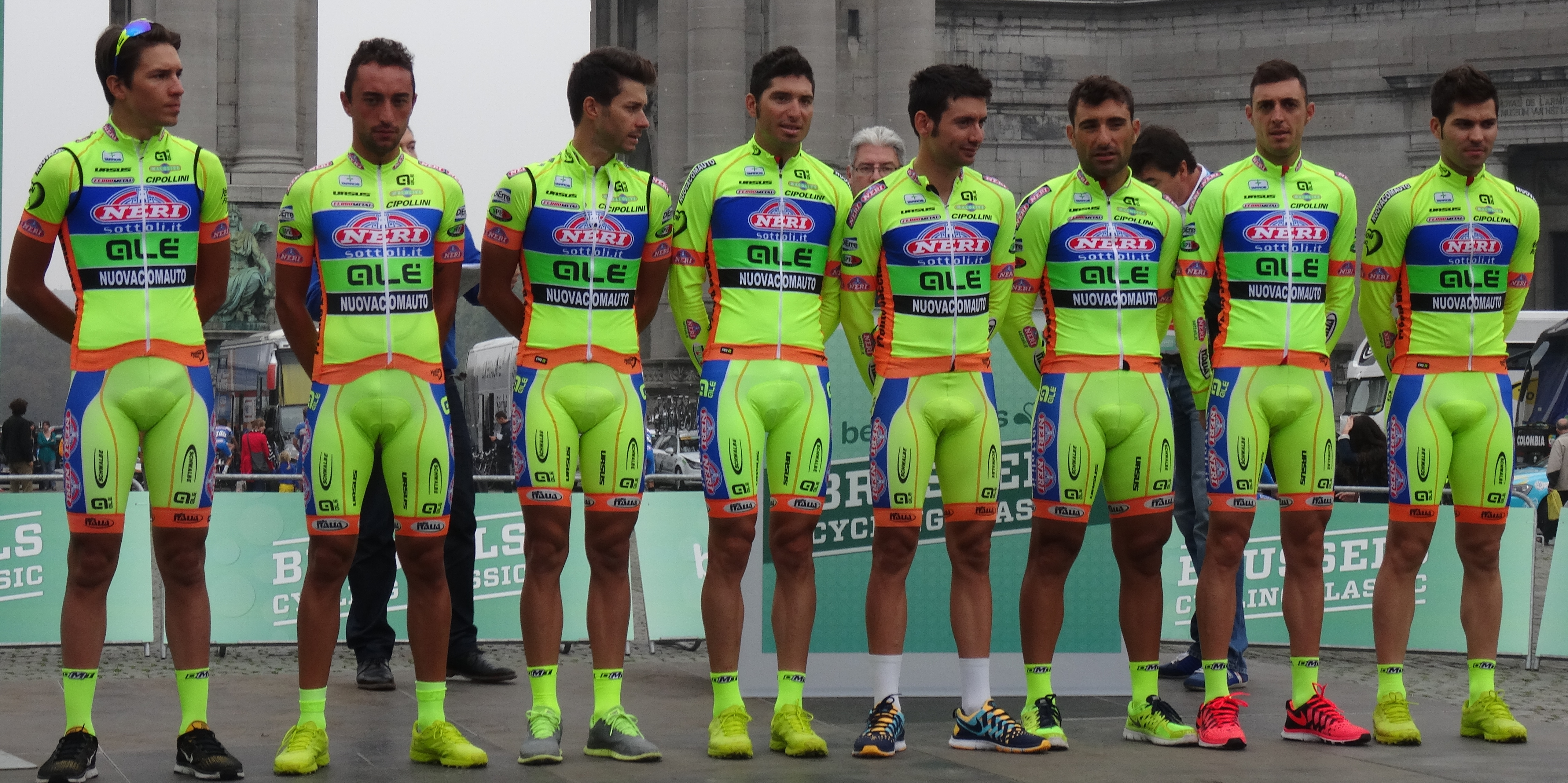
L'équipe lors de la Brussels Cycling Classic 2014.

| Cycliste          | Date de naissance | Nationalité | Équipe 2013                              |
| ----------------- | ----------------- | ----------- | ---------------------------------------- |
| Rafael Andriato   | 20 octobre 1987   | Brésil      | Vini Fantini-Selle Italia                |
| Gianni Bellini    | 7 février 1992    | Italie      | Mastromarco Sensi Dover Benedetti        |
| Ramón Carretero   | 26 novembre 1990  | Panama      | Vini Fantini-Selle Italia                |
| Giorgio Cecchinel | 24 juin 1989      | Italie      | Delio Gallina Colosio Eurofeed           |
| Francesco Chicchi | 27 novembre 1980  | Italie      | Vini Fantini-Selle Italia                |
| Daniele Colli     | 19 avril 1982     | Italie      | Vini Fantini-Selle Italia                |
| Samuele Conti     | 14 septembre 1991 | Italie      | Carmiooro NGC-Pool Cantù 1999            |
| Andrea Dal Col    | 30 avril 1991     | Italie      | Trevigiani Dynamon Bottoli               |
| Roberto De Patre  | 13 septembre 1988 | Italie      | Vini Fantini-Selle Italia                |
| Francesco Failli  | 16 décembre 1983  | Italie      | Vini Fantini-Selle Italia                |
| Andrea Fedi       | 29 mai 1991       | Italie      | Ceramica Flaminia-Fondriest              |
| Mauro Finetto     | 10 mai 1985       | Italie      | Vini Fantini-Selle Italia                |
| Giuseppe Fonzi    | 2 août 1991       | Italie      | Vini Fantini-D'Angelo & Antenucci-Kyklos |
| Tomás Gil         | 23 mai 1977       | Venezuela   | Androni Giocattoli-Venezuela             |
| Luigi Miletta     | 9 août 1988       | Italie      | Vini Fantini-Selle Italia                |
| Jonathan Monsalve | 28 juin 1989      | Venezuela   | Vini Fantini-Selle Italia                |
| Simone Ponzi      | 17 janvier 1987   | Italie      | Astana                                   |
| Mattia Pozzo      | 26 janvier 1989   | Italie      | Vini Fantini-Selle Italia                |
| Matteo Rabottini  | 14 août 1987      | Italie      | Vini Fantini-Selle Italia                |
| Fabio Taborre     | 5 juin 1985       | Italie      | Vini Fantini-Selle Italia                |
| Mirko Tedeschi    | 5 janvier 1989    | Italie      | Malmantile-Romano Gaini-Taccetti         |
| Stagiaire         | Date de naissance | Nationalité | Équipe 2014                              |
| Michele Viola     | 24 mars 1992      | Italie      | GFDD Altopack ASD                        |

Portraits
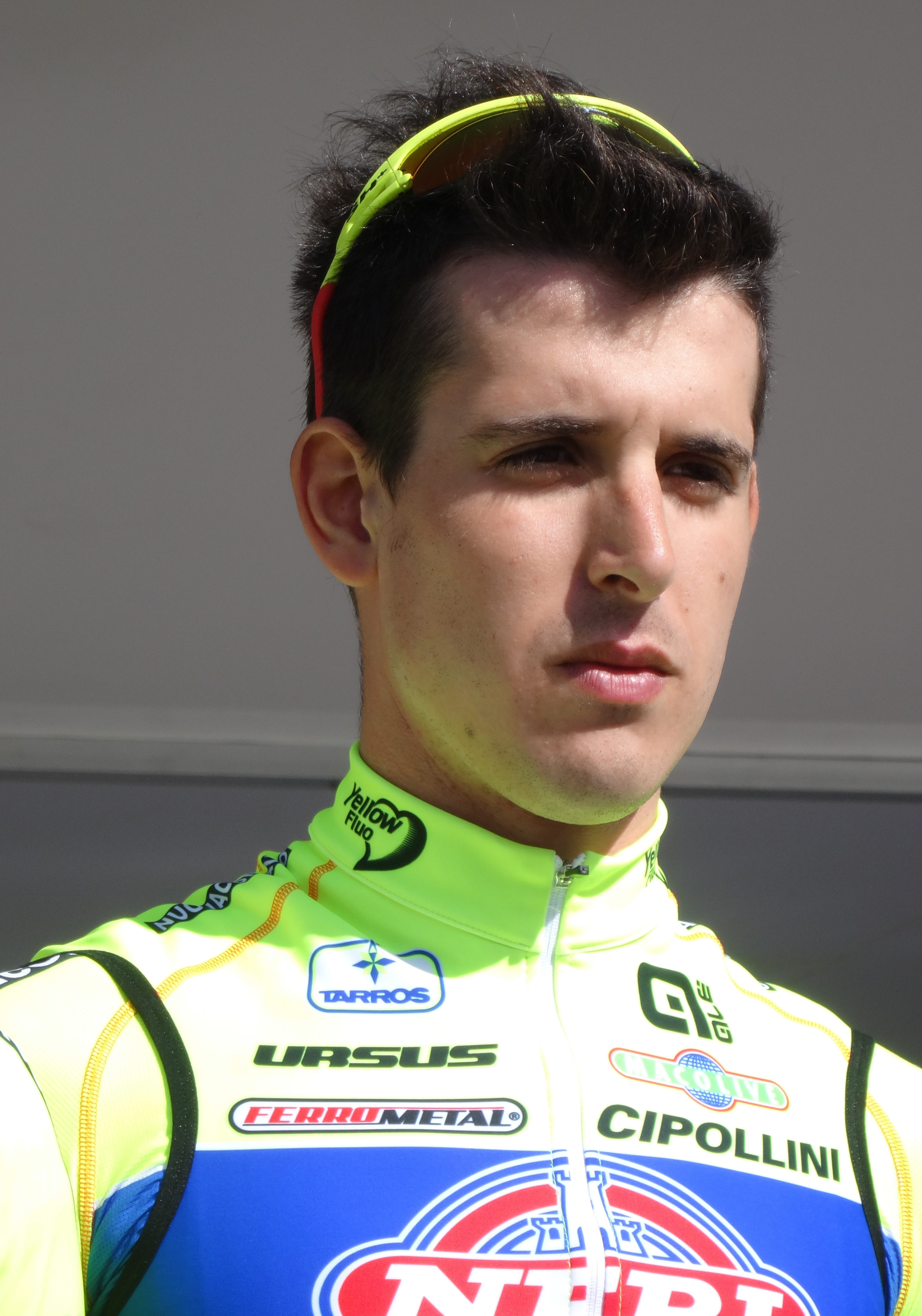
Giorgio Cecchinel.
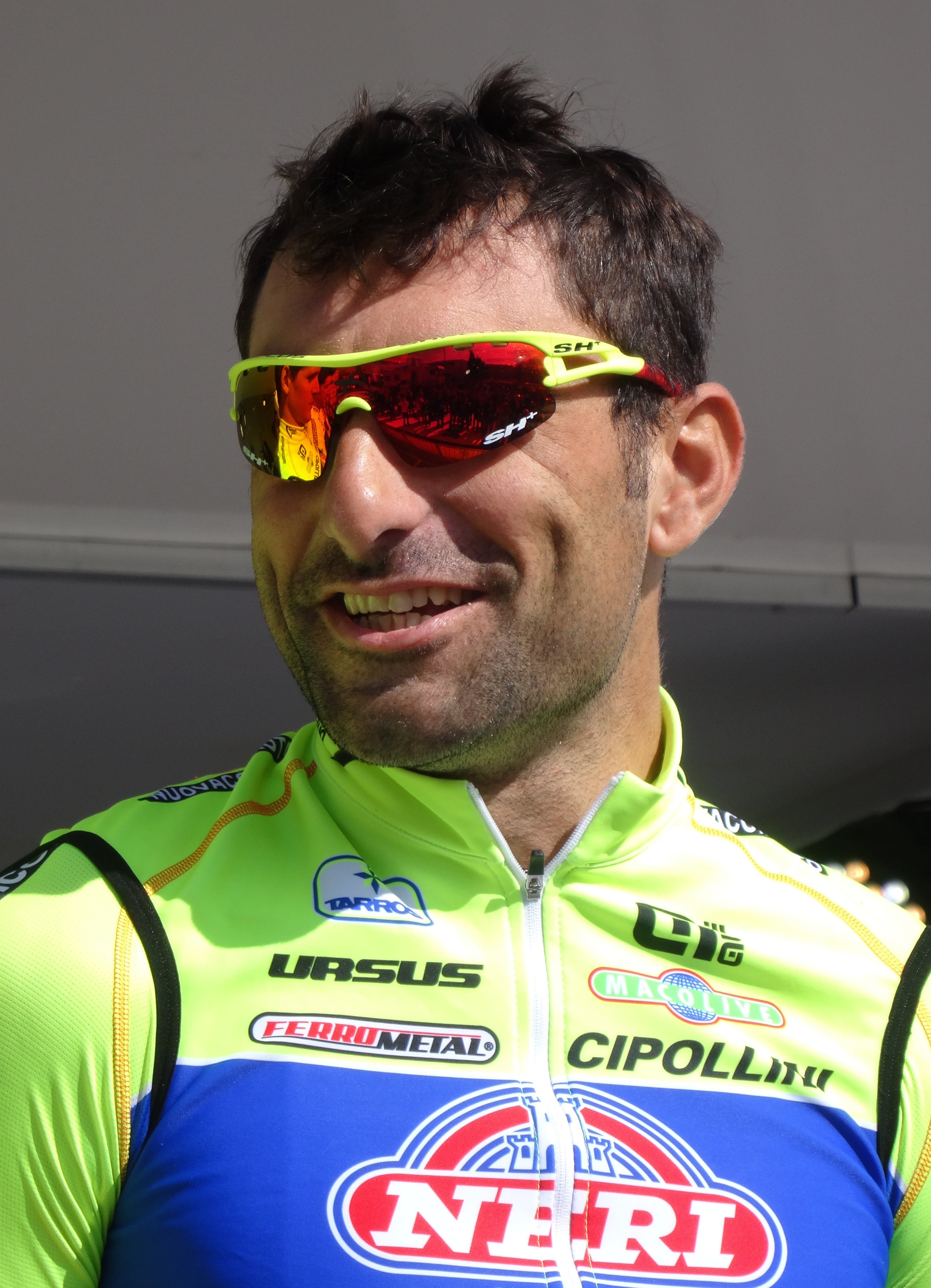
Francesco Chicchi.
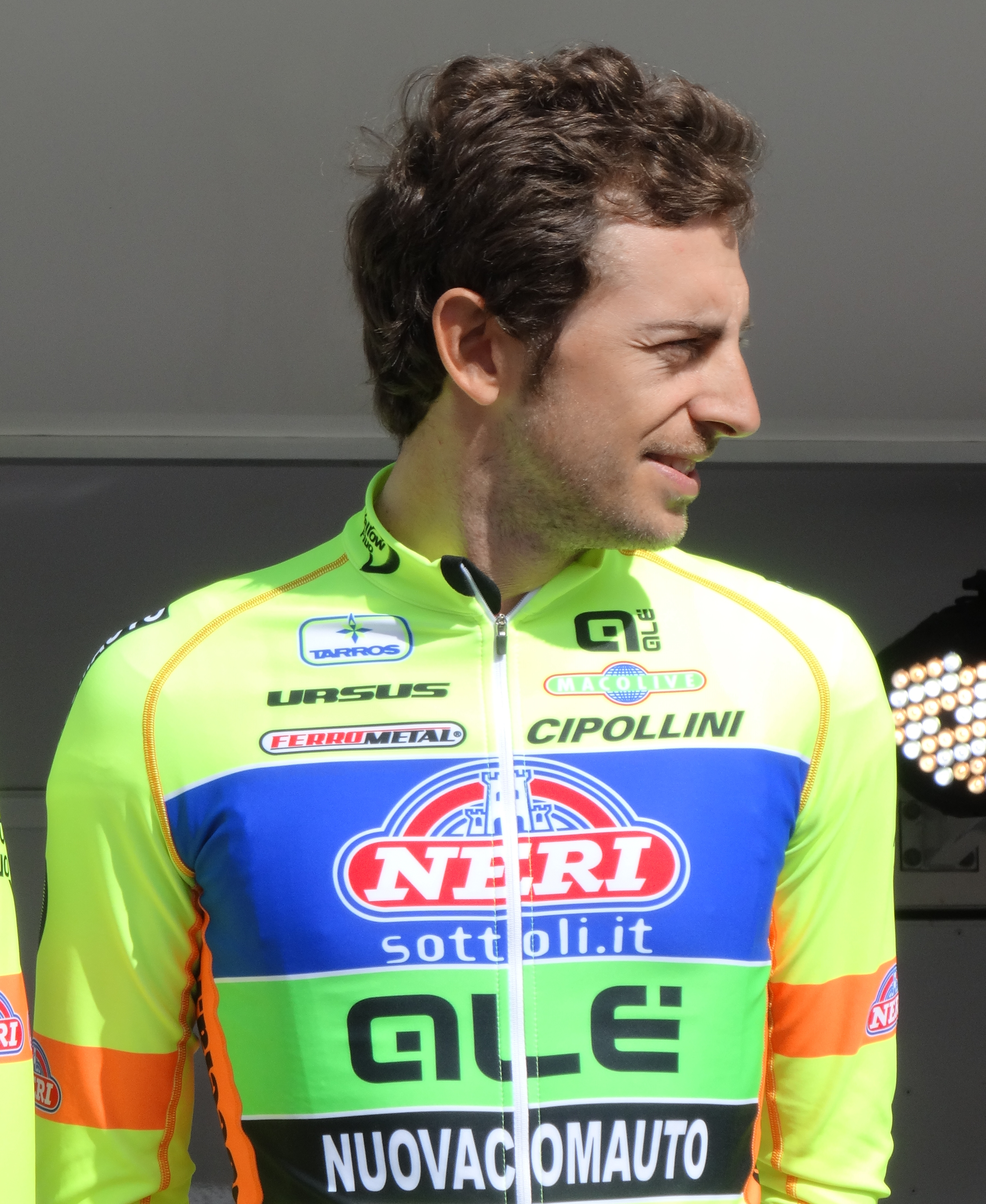
Daniele Colli.
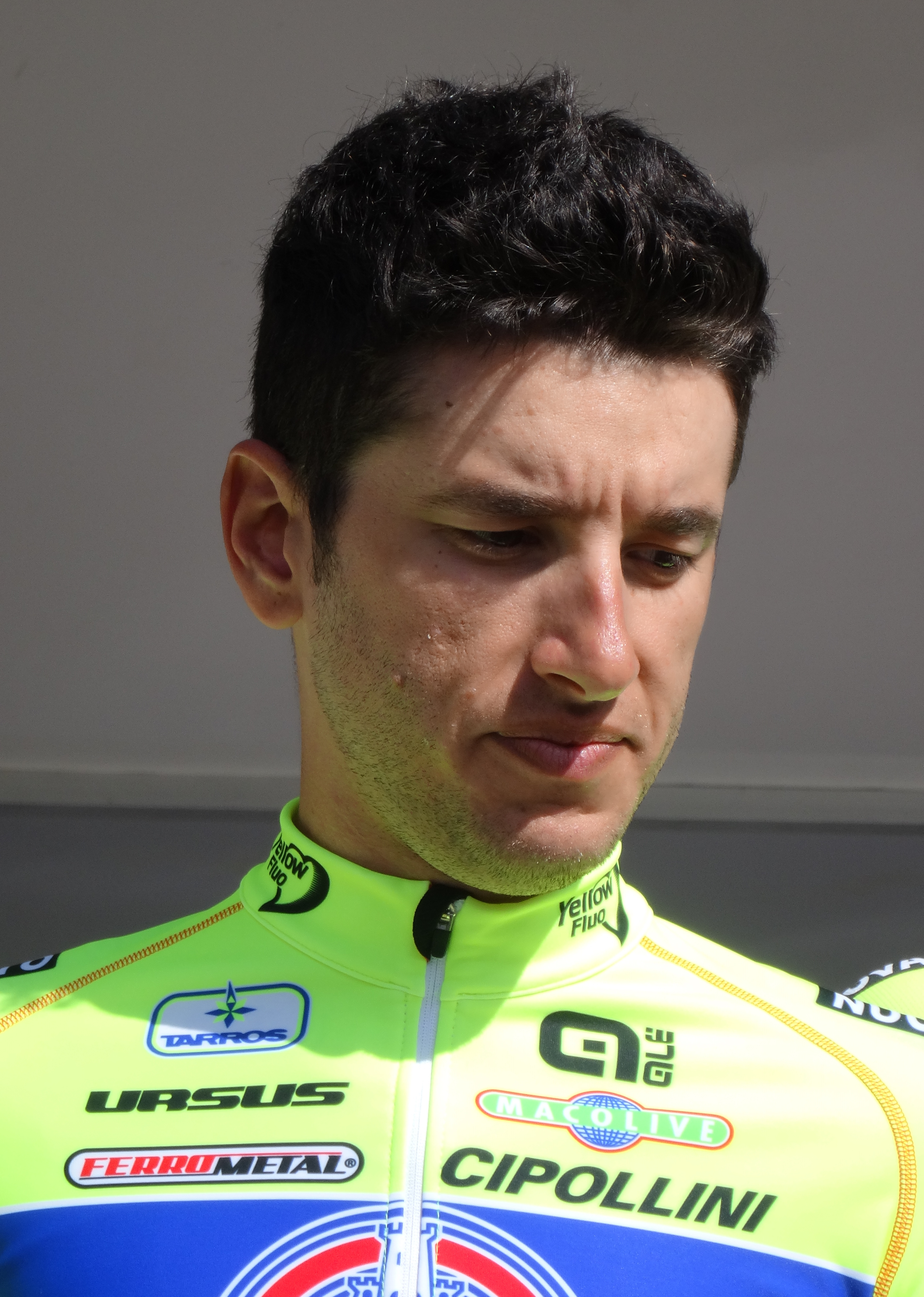
Samuele Conti.
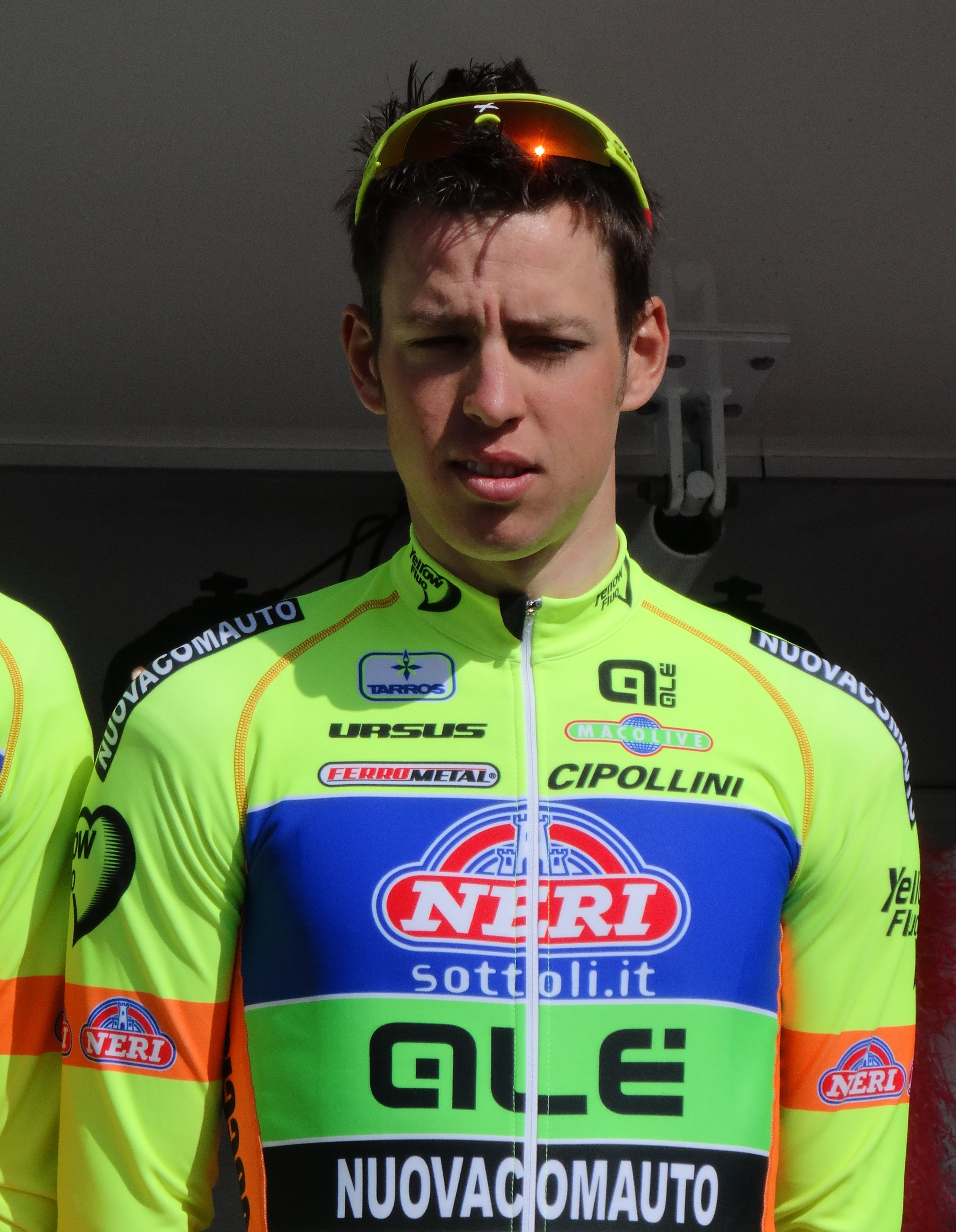
Luigi Miletta.
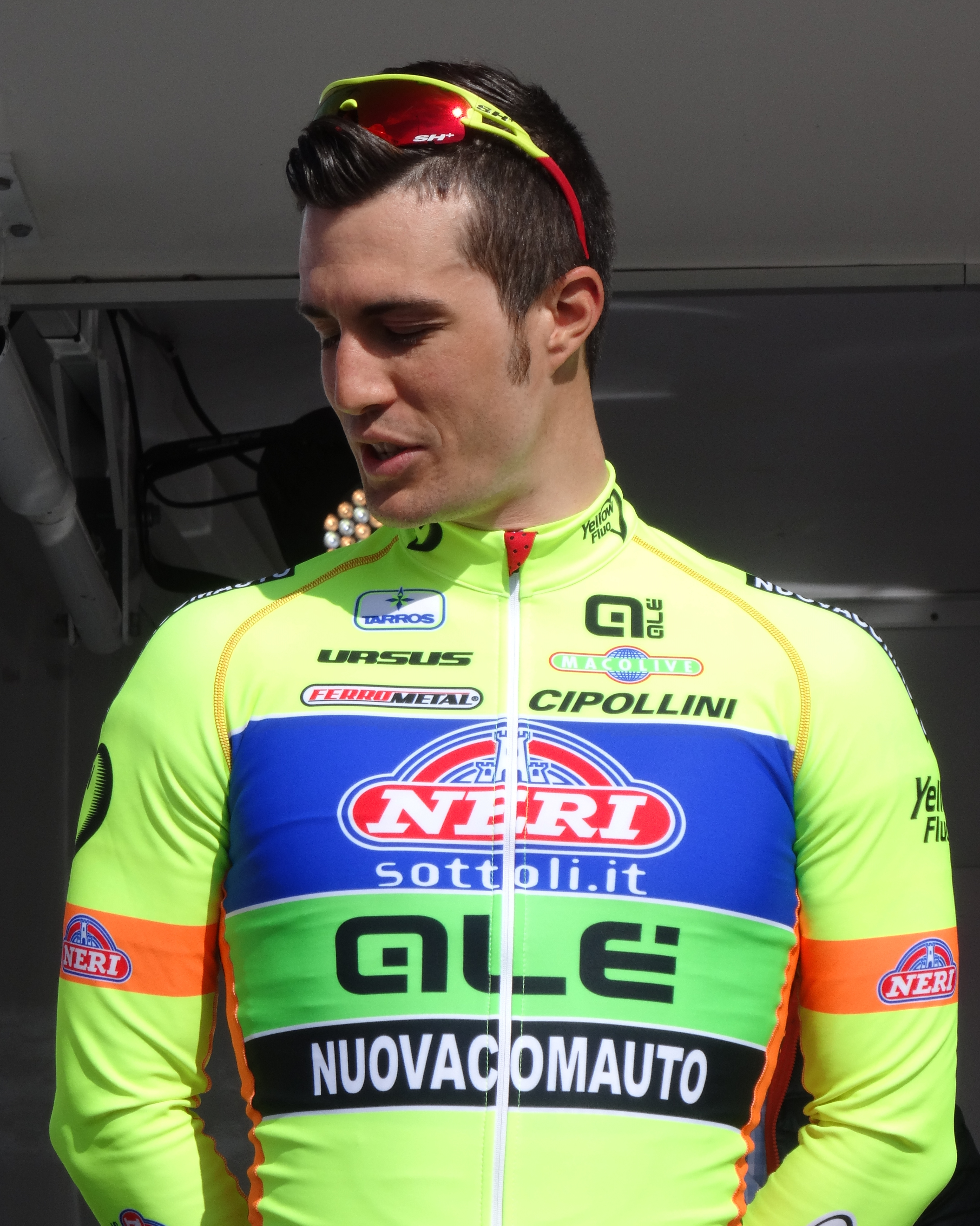
Mattia Pozzo.
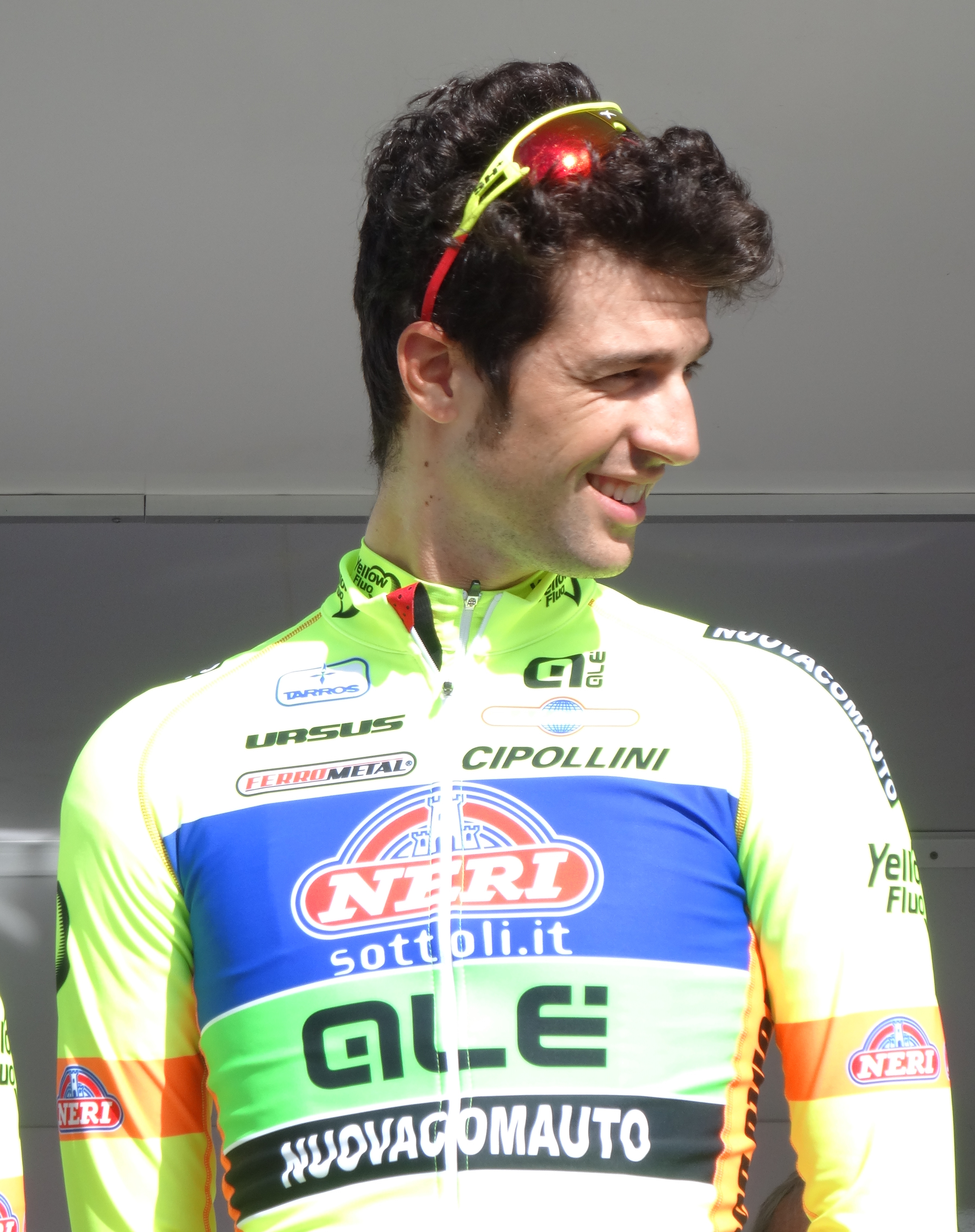
Mirko Tedeschi.

## Bilan de la saison

### Victoires

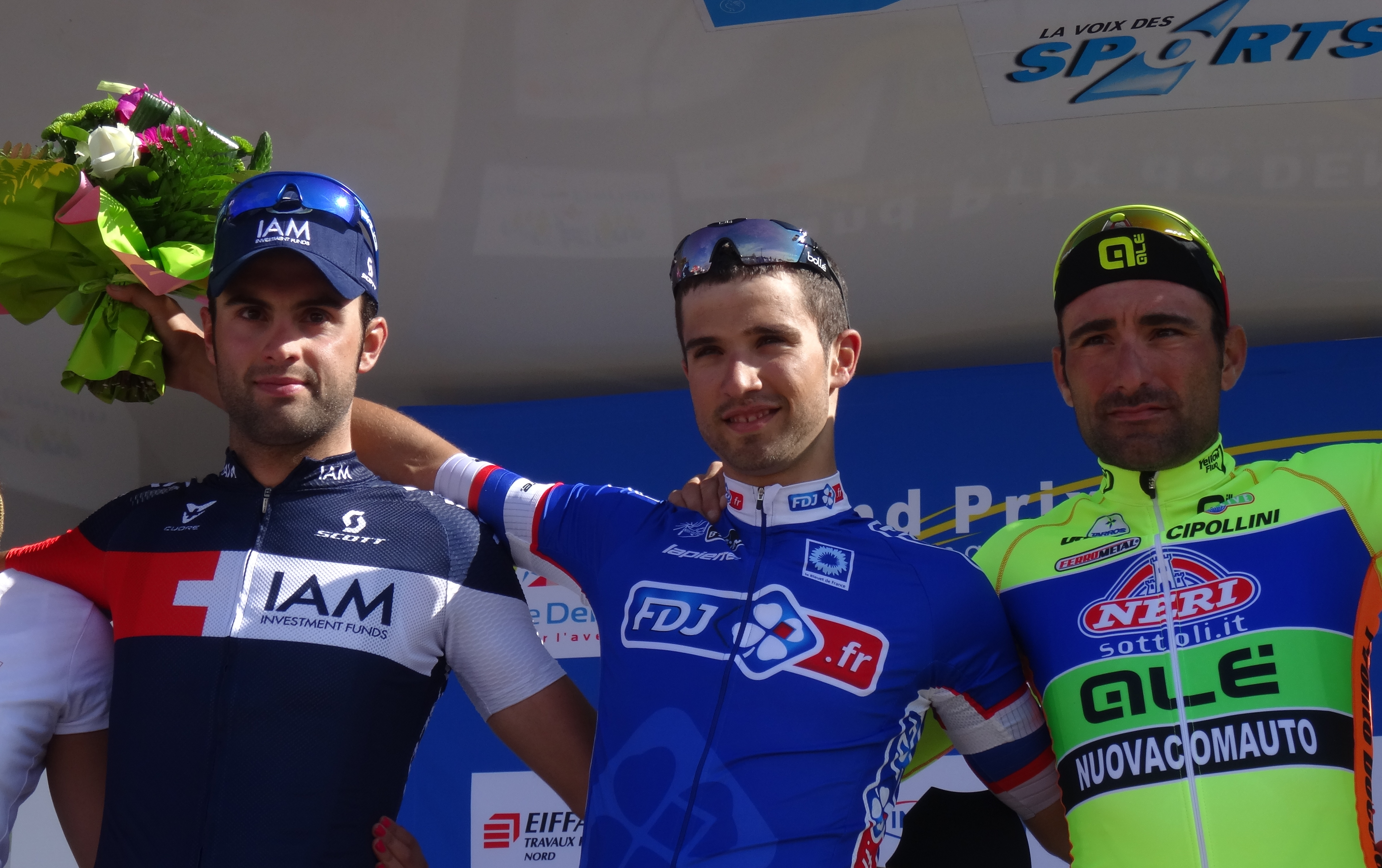
Podium de l'édition 2014 du Grand Prix de Denain : Matteo Pelucchi (2e), Nacer Bouhanni (1er) et Francesco Chicchi (3e).

| Date       | Course                                 | Pays      | Classe | Vainqueur         |
| ---------- | -------------------------------------- | --------- | ------ | ----------------- |
| 15/01/2014 | 6e étape du Tour du Táchira            | Venezuela | 2.2    | Andrea Dal Col    |
| 02/02/2014 | Grand Prix de la côte étrusque         | Italie    | 1.1    | Simone Ponzi      |
| 02/03/2014 | Grand Prix de Lugano                   | Suisse    | 1.1    | Mauro Finetto     |
| 16/03/2014 | À travers Drenthe                      | Pays-Bas  | 1.1    | Simone Ponzi      |
| 20/03/2014 | Grand Prix Nobili Rubinetterie         | Italie    | 1.1    | Simone Ponzi      |
| 04/07/2014 | 1re étape du Tour du Venezuela         | Venezuela | 2.2    | Francesco Chicchi |
| 06/07/2014 | 3e étape du Tour du Venezuela          | Venezuela | 2.2    | Jonathan Monsalve |
| 10/07/2014 | 7e étape du Tour du Venezuela          | Venezuela | 2.2    | Francesco Chicchi |
| 11/07/2014 | 8e étape du Tour du Venezuela          | Venezuela | 2.2    | Rafael Andriato   |
| 12/07/2014 | 9e étape du Tour du Venezuela          | Venezuela | 2.2    | Francesco Chicchi |
| 21/08/2014 | 3e étape du Tour du Limousin           | France    | 2.1    | Mauro Finetto     |
| 22/08/2014 | Classement général du Tour du Limousin | France    | 2.1    | Mauro Finetto     |
| 27/08/2014 | 2e étape du Tour de Rio                | Brésil    | 2.1    | Rafael Andriato   |
| 30/08/2014 | 5e étape du Tour de Rio                | Brésil    | 2.1    | Rafael Andriato   |
| 31/08/2014 | 6e étape du Tour de Rio                | Brésil    | 2.1    | Rafael Andriato   |

### Résultats sur les courses majeures
Les tableaux suivants représentent les résultats de l'équipe dans les principales courses du calendrier international dans lesquelles l'équipe bénéficie d'une invitation (deux des cinq classiques majeures et le Tour d'Italie). Pour chaque épreuve est indiqué le meilleur coureur de l'équipe, son classement ainsi que les accessits glanés par Neri Sottoli sur les courses de trois semaines.

#### Classiques
| Classique            | Milan-San Remo      | Tour des Flandres | Paris-Roubaix | Liège-Bastogne-Liège | Tour de Lombardie   |
| -------------------- | ------------------- | ----------------- | ------------- | -------------------- | ------------------- |
| Coureur (classement) | Mauro Finetto (36e) | Non invitée       | Non invitée   | Non invitée          | Mauro Finetto (19e) |

#### Grands tours
| Grand tour           | Tour d'Italie                           | Tour de France | Tour d'Espagne |
| -------------------- | --------------------------------------- | -------------- | -------------- |
| Coureur (classement) | Matteo Rabottini (17e)                  | Non invitée    | Non invitée    |
| Accessits            | Classement Fuga Pinarello (Andrea Fedi) | -              | -              |

### Classements UCI

#### UCI America Tour
L'équipe Neri Sottoli termine à la 15e place de l'America Tour avec 105 points. Ce total est obtenu par l'addition des points des huit meilleurs coureurs de l'équipe au classement individuel, cependant seuls cinq coureurs sont classés,.
| Rang | Coureur           | Points |
| ---- | ----------------- | ------ |
| 81   | Rafael Andriato   | 37     |
| 111  | Francesco Chicchi | 30     |
| 114  | Jonathan Monsalve | 26     |
| 244  | Andrea Dal Col    | 10     |
| 409  | Tomás Gil         | 2      |

#### UCI Asia Tour
L'équipe Neri Sottoli termine à la 52e place de l'Asia Tour avec 55 points. Ce total est obtenu par l'addition des points des huit meilleurs coureurs de l'équipe au classement individuel, cependant seuls quatre coureurs sont classés,.
| Rang | Coureur           | Points |
| ---- | ----------------- | ------ |
| 144  | Francesco Chicchi | 26     |
| 177  | Samuele Conti     | 19     |
| 351  | Jonathan Monsalve | 6      |
| 388  | Mirko Tedeschi    | 4      |

#### UCI Europe Tour
L'équipe Neri Sottoli termine à la 4e place de l'Europe Tour avec 1 275,5 points. Ce total est obtenu par l'addition des points des huit meilleurs coureurs de l'équipe au classement individuel,.
| Rang  | Coureur           | Points |
| ----- | ----------------- | ------ |
| 5     | Mauro Finetto     | 428    |
| 8     | Simone Ponzi      | 368    |
| 48    | Matteo Rabottini  | 182    |
| 122   | Rafael Andriato   | 101    |
| 193   | Daniele Colli     | 69     |
| 199   | Francesco Chicchi | 67     |
| 267   | Andrea Fedi       | 51     |
| 772   | Fabio Taborre     | 9,5    |
| 1 035 | Francesco Failli  | 2,5    |
| 1 057 | Andrea Dal Col    | 2      |